# 埃普 (默兹省)
埃普（法語：Heippes，法語發音：[ɛp]）是法国默兹省的一个市镇，属于凡尔登区。

## 地理
埃普（48°59'38"N, 5°17'35"E）面积10.48 平方千米，位于法国大東部大區默兹省，该省份为法国西北部内陆省份，北与比利时接壤，西接马恩省和阿登省，南至上马恩省和孚日省，东临默尔特-摩泽尔省。
与埃普接壤的市镇（或旧市镇、城区）包括：苏伊、博西特、莱特鲁瓦多迈讷、朗布吕赞和伯努瓦特沃、巴鲁瓦地区圣安德烈。

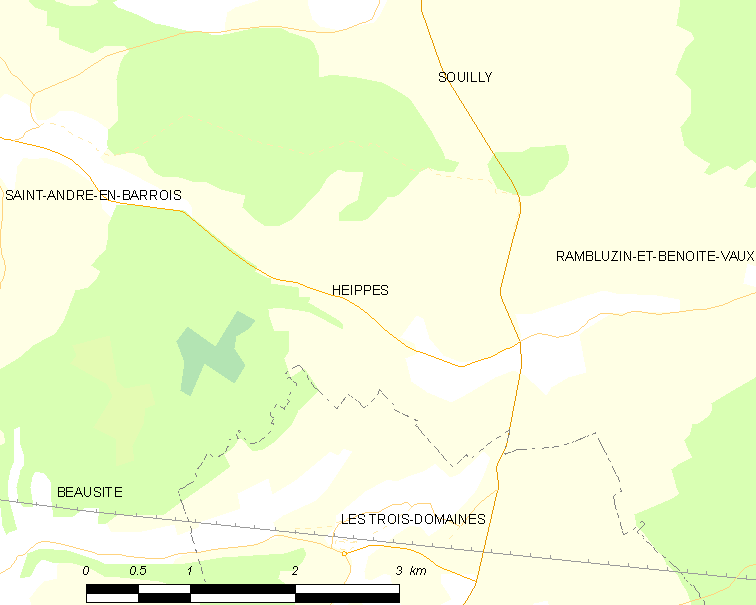
的OSM定位图

埃普的时区为UTC+01:00、UTC+02:00（夏令时）。

## 行政
埃普的邮政编码为55220，INSEE市镇编码为55241。

## 政治
埃普所属的省级选区为默兹河畔迪约县。

## 人口

1962-2008年间人口变化图示

埃普于2022年1月1日时的人口数量为83人。